# أكاديمية فنون وعلوم التلفزيون
أكاديمية الفنون والعلوم التلفزيونية (بالإنجليزية: Academy of Television Arts & Sciences)‏، وتعرف أيضًا في الأوساط الفنية باسم أكاديمية التلفزيون، هي منظمة فخرية مهنية مكرسة للنهوض بصناعة التلفزيون في الولايات المتحدة.
تأسست في عام 1946، وهي المعنية بتنظيم وتوزيع جوائز إيمي برايم تايم، وهو احتفال سنوي يكرم الأشخاص المتميزين في مجال التلفزيون الأمريكي.